# Wang Jin
Wang Jin (王金S, Wáng JīnP; 19 febbraio 1997) è una sciatrice freestyle cinese, specialista nelle gobbe.

## Biografia
In Coppa del Mondo ha esordito il 4 febbraio 2016 a Deer Valley (34ª).
Nel 2018 ha preso parte ai XXIII Giochi olimpici invernali a Pyeongchang venendo eliminata nelle qualificazioni e classificandosi ventinovesima nella gara di gobbe.

## Palmarès

### Coppa del Mondo
- Miglior piazzamento in classifica generale: 44ª nel 2017.